# A Darren Shan és Larten Crepsley Saga szereplőinek listája
Ez a lista Darren Shan 12 részes könyvsorozatának, a Darren Shan Saga-nak és előzmény tetralógiája, a Larten Crepsley Saga szereplőit tartalmazza.
|  | Alább a cselekmény részletei következnek! |

## Vámpírok

### Darren Shan
Egy félvámpír, a Rémségek cirkusza idején 12 éves. Ahhoz, hogy megmentse a barátja életét félvámpírrá kell válnia, és meg kell játszania a halálát. Larten Crepsley inásává szegődik, majd rendkívüli módon vámpírherceggé válik. Valójában Desmond Tiny fia, akit szórakozásból hozott létre, hogy belőle, vagy a féltestvéréből, Steve-ből létrejöjjön az Árnyak Ura.

### Larten Crepsley
Egy vámpír, több, mint 200 éves. Egy selyemgyárban dolgozott gyerekként a XIX. században, de el kellett hagynia a városát és egy Seba Nile nevű vámpír inasává vált. Felnőttként ő lett Darren mestere. Irreálisan narancsszínű haja van a gyermekkori munkáltatójának, Traznak a méregerős festékétől. Sosem kopott le. Van egy sebhely az arcán, amit Evannától szerzett, mikor részegen megpróbálta megcsókolni. A Sebhelyesek Háborújában életét veszti.

### Wester Flack
Egy fiatal fiú volt, akinek a családját egy vérszipoly kiirtotta. Ő is Seba szolgálatába szegődik. Saját ügye érdekében elárulja Lartent, mire ő megöli, még a Rémségek cirkusza eseményei előtt.

### Vancha March
Eredetileg Vancha Harst. Vérszipollyá vérezték a testvérével, Gannenel együtt, de ő nem értett egyet a módszereikkel. Megszökött és öngyilkos akart lenni, mikor Paris rátalált és átvérezte. Tábornokká vált, egy ideig Lartennel együtt járják a világot. Darren idején már vámpírherceg. A Sebhelyesek Háborúja idején csatlakozik Darrenékhez, mint vadász.

### Kurda Smahlt (Harkat Mulds/Balláb)
Egy fiatal vámpír, aki azon fáradozott, hogy kibékítse a két klánt. Árulásért halálra ítélték, és Harkat Muldsként tért vissza a múltba, mint törpe személy, hogy segítse és óvja meg Darrent. Barátokká váltak, együtt indultak megkeresni Harkat korábbi személyét, mivel nem tudta, ki is volt valójában.

### Gavner Purl
Egy csecsemő volt egy Grönland felé tartó hajón. Miután a szülei meghaltak Larten gondoskodik róla.. Larten és Darren a Vámpírok Hegyén találkoztak vele, a vérszipolyok betörésekor meghal.

### Tanish Eul
A kölykök vezére volt.
Majd egy kaszinóhálózaté. Ő vérezte meg Gavnert, majd még a Rémségek Cirkusza eseményei elött megőlik

### Lare Shment
Egy vámpírherceg Larten fiatalkorában.

### Chok Yamada
Egy vámpírherceg Larten fiatalkorában.

### Zula Pone
Egy a vámpír kölykök közül, egy vérszipollyal vívott küzdelemben életét vesztette.

### Seba Nile
Egy idős vámpír, ő vérezte meg Lartent. Darren idején ő a Vámpírok Hegyének szállásmestere.

### Paris Skyle
A legidősebb vámpír volt, vámpírherceg, Darren idején több, mint 800 éves. Fél fülét elvesztette egy másik vámpírral szembeni küzdelemben.

### Mika Ver Leth
Arra mestere, később vámpírherceg. Fekete köpenyt visel, indulatos, szigorú természete van.

### Nyíl
Egy vámpírharcos, aki feladta tábornoki címét, hogy elvehessen egy embert. Később vámpírherceggé válik.

### Arra Sails
Lady Evanna egyik szolgálója volt, de megszökött. Vámpír tábornokká vált és Larten társa volt 7 évig. Darren megküzd vele a Vámpírok Hegyén. A vérszipolyok betörésekor életét veszti. Mestere Mika Ver Leth.

### Vanez Blane
A Vámpírok Hegyének vak játékmestere. Ő segített Darrennek felkészülni a Halál Próbáira.

### Darius Shan
Annie és Steve közös gyermeke, Darren unokaöccse. Steve telebeszélte a fejét tévhitekkel és a vámpírok ellen hangolta, majd félig vérszívó vérszipolyt csinált belőle. Apjával csapdába csalják Darrent, ahol Darrennek megadatik az alkalom, hogy megölje, mikor megtudja, hogy az unokaöccse. Ezek után Darrenék maguk mellé állítják, lerombolva a téveszméit és átvérezik.

## Vérszipolyok

### Steve "Leopard" Leonard
Darren legjobb barátja volt gyermekkorában. Mikor ketten eljutnak a Rémségek Cirkuszába felismeri Mr. Crepsley-t és az előadás után megkéri, hogy hadd legyen az inasa, de a vámpír elutasítja. Darren ellopja Mr. Crepsley pókját, Madame Octát és megmutatja Steve-nek, mire a pók megcsípi Steve-et. Darren csak a vámpírhoz fordulhat segítségért. Larten megadja az ellenszert, azzal a kikötéssel, hogy az inasává válik. Darren így megmenti Steve-et, ő viszont gyanakodni kezd. És amikor Darren váratlanul "meghal", rájön arra, hogy mi is történt. Azt hiszi, Darren elárulta, hogy belőle lehessen vámpír és megesküdött, hogy levadássza mindkettejüket. Ő lesz a Vérszipolyok Ura és elindítja a Sebhelyesek Háborúját. Ő is Mr. Tiny egyik fia, Darren féltestvére, az egyik, akiből az Árnyak Ura létrejöhet.

### Gannen Harst
Testvérével, Vanchával ellentétben vérszipoly maradt. Ő vérezte meg Steve-et, majd a védelmezőjévé vált.

### R.V.
R.V. (Reggie Veggie) Darren egyik barátja volt, egy ökoharcos, aki megpróbálta kiszabadítani a farkasembert a cirkuszból, de az leharapta mindkét kezét. Jó pár évvel később, mikor Darrenék egy városban tartózkodtak, rejtélyes gyilkosságok történtek, amiket valószínűleg vérszipolyok követtek el. Nem sokkal később derült ki, hogy a gyilkos R.V. (vagyis akkor már Rettenthetetlen Vérszipoly) aki túlélte az incidenst, vérszipollyá vált és a kezei helyett egy ezüst és arany kampóval kezdte ölni az embereket, majd csatlakozott Steve-hez. Halála előtt látta be, miket tett, a vérszipolyok ellen fordult, mire Steve elvágta a torkát. Reggie Veggie-ként halt meg.

### Murlough
Ő volt az, aki kiirtotta Wester családját. Megőrült. Darren és Mr. Crepsley találkoznak vele Larten szülővárosában sok évvel később. Megpróbálta megölni Darren újdonsült barátnőjét, Debbiet. Mr. Crepsley ölte meg.

### Randel Chayne
Egy vérszipoly, párbajban legyőzte az egyik kölyköt. Wester ráfogta Alicia meggyilkolását, majd megölte álmában.

### Glalda
Kurda egyik barátja. Ő ölte meg Arrát.

## Emberek

### Vur Horston
Larten unokatestvére. A selyemgyárban Traz sértegetni kezdte az anyját, mire ő visszavágott. Traz belefojtotta egy tartály fövő vízbe.

### Traz
A munkafelügyelő a selyemgyárban. Vur haláláért Larten leszúrta.

### Malora
Evanna egyik segédje. Larten mellé szegődött, ő ápolta, míg Larten vámpírinfluenzás volt. Egy hajóúton, miután kiderült, hogy Lartennek vért lopott az utasoktól, felkötötték.

### Alicia
Egy gazdag nő, akibe Larten beleszeretett. Wester megölte, de úgy intézte, hogy Randel Chayne-t higgyék a gyilkosnak, azért, hogy Larten meggyűlölje a vérszipolyokat.

### Sylva
Alicia lánya egy másik férfitől.

### Abraham "Bram" Stoker
Egy újságíró, aki a vámpírok megszállottja, megpróbálta kikérdezni Lartent, de Paris elzavarta.

### Daniel "Spitz" Abrams
Egy fiú volt a hajón, amin Larten és Malora Grönlandra utaztak. Felfedezte, hogy Larten vámpír, tombolása után, mikor rátaláltak épp a halott utasok vérét itta, mondván ő is vámpír akar lenni. Larten elszörnyedt és otthagyta. Felnőttként más hajókon is szolgált, mint szakács, titokban a halottakból készítette az ételeit. Mr. Tiny a jövőbe vitte, ahol találkozott Darrennel és Harkattal.

### Annie Shan
Darren kishúga, ő zavarta meg Darrent, mikor Madame Octát irányította s az emiatt csípte meg Steve-et. Darren elvesztése után összetört, Steve tartotta benne a lelket, valójában viszont csak kihasználta. Terhes volt, mikor Steve otthagyta, hogy Darren után eredjen, közben Annie életet adott a gyermeknek, Dariusnak. Darren megkereste és elmondta, hogy mit tett Steve a fiával, de Darius végül sikerült megmenteni. Alice segítségével elhagyta a várost a háború idején, nehogy Steve belekeverje.

### Dermot Shan
Darren és Annie apja (bár Darrennek nem biológiai)

### Angela Shan
Darren és Annie anyja.

### Mr. Dalton
Steve kedvenc tanára, ő mesélte el a rémcirkuszok történetét, miután felfedezte a négy fiúnál a jegyeket a Cirque du Freak-be.

### Mrs. Quinn
Darren földrajz tanárnője gyermekkorából.

### Tommy Jones
Darren gyermekkori barátja. Véghezvitte gyermekkori álmát és profi futball játékos vált belőle. Darren felkereste, mikor visszatért a szülővárosába, és elment egy meccsére. Ott azonban R.V. és Morgan James megtámadták őket és megölték Tomot.

### Alan Morris
Darrenék gyermekkori csapatának negyedik tagja. Ő lopta a Cirkusz szórólapját a bátyjától. Tudós lett belőle, sikereket ért el a klónozás területén. Az ő segítségével hozták létre az első sárkányt.

### Tony Morris
Alan bátyja, nála volt a reklámpapír a Rémségek Cirkuszába.

### Mrs. Leonard
Steve édesanyja, bár ő sosem fogadta el őt. A férje ugyanúgy hagyta el, mint a fia. Valószínűleg alkoholista.

### Jimmy Ovo
Larten egyik barátja, patológus. Tőle származott a vér, amit meg akart itatni először Darrennel álmában, mivel ő nem volt hajlandó embervért inni.

### Sam Grest
A Cirkusz egyik megállóhelyének közelében élt és felfigyelt a társulatra. Mindenképpen csatlakozni akart és jó barátságba került Evrával és Darrennel. Az R.V. által kiszabadított farkasember ölte meg. Az ő véréből ivott először Darren, ezzel magába szívva lényének egy részét.

### Debbie Hemlock
Darren barátnője. Mr. Crepsley szülővárosában élt, mikor Darrenék oda mentek megállítani egy őrült vérszipolyt. Akkor ismerkedett meg vele, s amint Murlough ezt megtudta, megpróbálta megölni. Miután a vérszipollyal végeztek, elhagyták a várost. Sok évvel később tanárnő lett az egyik helyi iskolában, ahová Darrent kelletlenül beíratták. Megismerte a fiút, aki elárulta az igazat magáról és találkozgatni kezdtek. Ezután csatlakozott a vadászokhoz.

### Jesse és Donna Hemlock
Debbie szülei. Őket használták csapdának, hogy elkapják Murlough-t.

### Walter Blaws
Az iskolai felügyelő, aki elküldte Darren a Mahlerbe, ahol újra találkozott Debbie-vel.

### Mr. Chivers
A Mahler igazgatója.

### Mr. Smarts
Matektanár a Mahlerben.

### Tara Williams
Egy szégyenlős lány Darren "új" iskolájában. Darren mellett szokott ülni angol órán. Megölte egy vérszipoly (valószínűleg R.V.), mert kapcsolatban állt a fiúval.

### Richard Montrose
Darren egyetlen barátja a Mahlerben. Darren megmentette a fiút Smickey Martin zaklatásaitól, de mikor segítségre szorultak Mr. Crepsleyvel a nap ellen és elárulták, hogy vámpírok Richard szóhoz sem jutott és nem tett semmit.

### Smickey Martin
A Mahler nagymenője, aki zaklatja a diákokat.

### Alice Burgess
Rendő-rfőfelügyelőnő Larten szülővárosában. Miután kapcsolatba kerül a vadászokkal és megtudja, hogy a rendőrségnél sokan a vérszipolyoknak dolgoznak, a vámpírok mellé áll.

### Augustine "Oggy" Bas
Darius egyik barátja. Darren először azt hiszi, hogy ő Annie fia.

## Vémberek
A vémberek olyan emberek, akiket a vérszipolyok maguk mellé állítottak a Sebhelyesek Háborújában. Mivel őket nem kötik a hagyományok, használatnak lőfegyvereket. Barna színű pólóban járnak fekete nadrággal. A fejük le van borotválva és rá van tetoválva egy vörös "V".

### Morgan James
Egy rendőr volt, aki Alice-szel dolgozott, amíg ki nem derült, hogy Steve egyik fő embere. Alice meglőtte, ezért a fél arca roncsolódott, de túlélte. Ő lőtte le Mr. Tall-t. Végül Harkat ölte meg.

### Mark Ryter
Egy vémber, Vancha ölte meg.

## Vámpiritek
A vérszipolyok, mikor nem nyíltan öltek, akkor a hajléktalanok vérét szívták, mert őket nem igen keresi senki. Kezdtek terjedni a szóbeszédek köztük a vérszívókról, s mikor Alice és Debbie felbukkantak, elárulták nekik, hogy kik tizedelik őket, ők boldogan melléjük álltak, hogy segítsék a vámpírokat a vérszipolyok elleni harcokban. Akárcsak a vémberek, ők is használhatnak lőfegyvereket.

### Declan
Ő és barátja, Little Kenny segítettek Darrennek, mikor megsebesült a Steve-vel való találkozásukkor.

### Little Kenny
Declan hajléktalan barátja, szintén vámpirit.

## A Rémségek Cirkuszának társulata

### Evra Von
A kígyófiú. A cirkusz egyik fellépője, a bőre pikkelyes, a haja pedig zöld. Jó barátok voltak Darrennel, segített megölni Murlough-t. Mikor Darren visszatért a cirkuszba, Evra már felnőtt férfi volt. Beleszeretett egy másik fellépőbe, Nyatashába, akitől három gyermeke született.

### Merla Von
Nyatasha (Merla) Evra felesége és három gyermekének anyja. El tudja dobni a füleit, akár a bumerángot.

### Shancus Von
Evra legidősebb fia, Darrenről volt elnevezve. Steve elraboltatta és megölte.

### Urcha Von
Evra fiatalabbik fia, neki egyedül nincsenek pikkelyei.

### Lilia Von
Evra lánya.

### Kétgyomrú Rhamus
Egy fellépő, aki bármennyit képes enni.

### Truska
Vancha talált rá, és vitte a cirkuszba, a férje és lánya halála után. Elmondása szerint egy gonosz halász végzett velük, vélhetően Spitz, a kannibál. Képes szakállat növeszteni. Ő varrta Darren kalózruháját.

### Vasfogú Gertha
Bármit képes átharapni, a fogai állítólag törhetetlenek.

### Végtag Cormac
Bármelyik testrészét képes újranöveszteni. A fejét sosem próbálta, ám a történet folyamán egyszer lefejezték (R.V.), és akkor kettő nőtt helyette.

### Kezes Hans
Kézenjáró. Gyorsabban tud futni a kezein, mint más a lábán.

### Farkasember
Természeténél fogva vérszomjas lény, mikor R.V. megpróbálja kiszabadítani, leharapja a kezeit, majd megöli Sam-et, mikor Darrenék megpróbálják elfogni.

### Bordás Alexander
A cirkusz tagja, gumiember.

### Sive és Seersa
Az ikercsavar, egypetéjű iker fellépők.

### Pasta O'Malley
Egy háttérmunkás a cirkuszban. Képes alvás közben olvasni. Valószínűleg ellenállt a cirkusz támadásakor, Steve megölte.

### Nyújtó Bradley
Gumiból vannak a csontjai, sokkszor bosszantotta a törpe személyeket, akik ezért megették, majd Evra összeszedte a maradványait és oda adja a farkas embernek.

### Jekkus Flang
Késdobáló a cirkuszban.

### Törpe személyek
Ők árusítják az ajándéktárgyakat és végeznek egyéb munkákat. Desmond Tiny teremti őket halott lelkekből, akiket kihúzott a Lelkek Tavából. Bőrük szürke, tele varratokkal és két nagy zöldes-sárga színű szemük van. Egyikük, Harkat, képes a beszédre is. (bár csak azért, mert Mr. Tiny megadta neki a lehetőséget) Darrenből is készül egy törpe halála után.

## Mások

### Desmond Tiny
Más néven Mr. Des Tiny, a Végzet. Egy titokzatos, nagyhatalmú személy, képes utazni az időben, látni a lehetséges jövőképeket, ezáltal befolyásolni a dolgok kimenetelét. Alacsony és kövér, folyton egy sárga színű öltönyben és zöld csizmában jár. Van egy szív alakú zsebórája.

### Hibernius Tall
Mr. Tiny fia, a Rémségek Cirkuszának tulajdonosa és vezetője. Ő készíti az ajándéktárgyakat, mindet, a saját kezével. Bár nem szabadna, beleavatkozik a háborúba mikor a cirkuszban R.V.és Morgan elrabolják Shancust. Morgan lelövi.

### Evanna
Mr. Tiny lánya, egy boszorkány. Az egyetlen, aki képes gyermeket nemzeni egy vámpírnak, vagy vérszipolynak. Képes változtatni a külsején, általában egy alacsony, kövér és szőrös nő képében mutatkozik, akinek a teste köré kötelek vannak csavarva.

### Evanna ikrei
Mivel Darren kijátszotta Mr. Tiny tervét, úgy döntött, Evannának választania kell valakit, legyen az vámpír, vagy vérszipoly és gyermeket kell szüljön, hogy véget vessen a háborúnak és eljöjjön az Árnyak Ura. Evanna azonban ismét kijátszotta, teherbe esett ugyan, de két lénytől – egyszerre párosodott Vanchával és Gannenel. Így a gyermekek harmadrészt vámpírok, harmadrészt vérszipolyok, és harmadrészt Evannák is lesznek. Ezzel a klánok ismét eggyé válnak, a háborúnak vége lesz és az Árnyak Urának eljövetele ismét nem következik be.

### Madame Octa
Larten Crepsley pókja. Intelligens, ám igen mérgező. Ő csípte meg Steve-et, miután Darren megmutatta a fiúnak. Bár Darren korábban oda volt a pókokért, (ezért is lopta el Madame Octát) az incidens után ez megváltozott. A Vámpírok Hegyén elvitte egy barlangba, ahol párosodott Ba'Halen pókjaival, létrehozva egy új fajt, amit Darrenről neveztek el.

### Ba'Halen pókjai
Egy különleges pókfaj, mely a Vámpírok Hegyének egyik barlangjában él. Valószínűleg Seba az egyetlen, Darrent leszámítva, aki tud róluk és ismeri a barlangjukat.

### Ba'Shan pókjai
Az új faj, mely Ba'Halen pókjai és az egzotikus Madam Octa "frigyéből" született. Darrenék a jövőben is találkoztak velük, ám ott már nem volt szemük, mivel hosszú ideje egy sötét, földalatti alagútban éltek.

### Csíkos falkája
Egy farkasfalka, akikkel Darren, Larten, Gavner és Harkat találkoztak a Vámpírok Hegye felé vezető úton. Ők is a hegyre igyekeztek. A vezérrel, Csíkossal és egy kölyökkel, Rudival Darren jól kijött az út során. Ők segítettek neki, miután Darren beleesett a hegyben lévő folyóba és az erdőben kötött ki a hegyen kívül. Egy ideig a farkasokkal élt, míg felépült sérüléseiből, meg szégyenéből.

### A Vér Őrei
Egy titokzatos nép, mely az emberi szervekkel táplálkozik. Több, mint 150 évig is elélnek. Ők szolgáltatják a vért a vámpíroknak a Vámpírok Hegyén, cserébe a holtak szerveiért.

### Kulaskák
Az egyetlen embercsoport, amelyekkel Harkat és Darren találkozott a jövőben. Valószínűleg ők a vér őreinek leszármazottai. Bőrük sápadt, szőrzetük színe rózsaszín. Darrenék nem értették a beszédüket, egy szót azonban gyakran emlegettek, ez a "kulaska", ezért így nevezték el őket.

### A Groteszk
Egy óriási, groteszk lény a jövőben. Emberéhez hasonló feje van egy vastag, kígyószerű testen. Kis, kézszerű végtagokkal változtatja a helyét, mérge a levegővel érintkezve robban. A kulaskák istenként tisztelik és gyermekáldozatot mutatnak be neki.

### Sárkányok
A jövőben Alan Morris, egy klón-specialista tudós segítségével (és talán Mr. Tiny közreműködésével) dinoszaurusz fosszíliákból az emberiség képes volt létrehozni egy új fajt, egy élő dinoszauruszt. Sárkányok őrzik a Lelkek Tavát abban a jövőben, melyet Darren és Harkat látott.

### Az Árnyak Ura
Egy kegyetlen, gonosz lény, melyet Desmond Tiny tervezett el. Vagy Darren, vagy Steve lett volna, attól függ, hogyan alakul a Sebhelyesek Háborúja. Valamelyik fiú felül fog kerekedni a másikon, és teljesen a hatalom megszállottjává válik. Olyan erős lesz, hogy képes lesz kiirtani mindenkit magán kívül. Darren Steve legyőzése után gonosszá válna, és ő ezt mindenképp el akarta kerülni. Mindkettejük halálával megakadályozta azt, hogy bármelyikükből is az Árnyak Ura váljon.
|  | Itt a vége a cselekmény részletezésének! |